# Hatanški zaljev
Hatanški zaljev(rus. Хатангский залив) je veliki plimni estuarij u Laptevskom moru, u Rusiji. Relativno je uzak, dug je 220 km, a širok najviše 54 km.

## Geografija
Otok Bolšoj Begičev dijeli zaljev na dva tjesnaca: Sjeverni tjesnac (širok 13 km) i Istočni tjesnac (širok 8 km). Najveća dubina zaljeva je 29 metara. Rijeke Hatanga i Popigaj ulijevaju se u zaljev. Obale zaljeva su visoke, strme i razvedene. Plima je poludnevna i dostiže visinu do 140 cm. Zaljev je prekriven ledom veći dio godine.
Obale zaljeva uglavnom su uzdignute i sastoje se od niskih litica tundre, kao i litica od pješčenjaka i muljike te sedimentacijskih područja.
Sjeverni i zapadni dio zaljeva pripadaju Krasnojarskom kraju, dok njegova jugoistočna strana pripada Jakutiji.
Nekadašnje naselje i kažnjenička kolonija Nordvik bilo je smješteno uz zaljev okrenut prema sjeveru na istočnom tjesnacu zaljeva poznat kao Bukhta Nordvik.

## Vanjske poveznice
- Khatanga settlement & Taymyr area information and pictures:   Arhivirana inačica izvorne stranice od 13. travnja 2008. (Wayback Machine)
- Oil and gas exploration
- Ethnography
- History  Arhivirana inačica izvorne stranice od 9. veljače 2012. (Wayback Machine)
- Neolithic Age:
- Birds in the Khatanga Bay area: